# Panhard 178
Der Panhard 178 (offiziell als Automitrailleuse de Découverte Panhard modèle 1935 bezeichnet, 178 war die interne Projektnummer bei Panhard) war ein allradgetriebener Panzerspähwagen, der vor dem Zweiten Weltkrieg für die französische Armee entworfen wurde. Er hatte vier Mann Besatzung und war mit einer 25-mm-Kanone und einem koaxial montierten 7,5-mm-MG ausgestattet.
Nach dem Waffenstillstand von Compiègne 1940 wurde eine größere Anzahl dieser Fahrzeuge von der Wehrmacht als Panzerspähwagen P204 (f) übernommen. Nach dem Krieg ging die überarbeitete Version Panhard 178B in Produktion.

## Geschichte

### Entwicklung
Im Jahr 1931 entwickelte die französische Kavallerie einen Plan für die zukünftige Produktion gepanzerter Kampffahrzeuge. Eine der geplanten Klassen war die Automitrailleuse de Découverte oder AMD, ein Aufklärungsfahrzeug für lange Strecken. Die Spezifikationen wurden am 22. Dezember 1931 formuliert, am 18. November 1932 geändert und am 9. Dezember 1932 freigegeben.
Es war ein Gewicht von vier Tonnen, eine Reichweite von 400 Kilometern, eine Höchstgeschwindigkeit von 70 km/h bei einer Reisegeschwindigkeit von 40 km/h gefordert. Der Wendekreis musste kleiner als zwölf Meter sein. Die Panzerung sollte fünf bis acht Millimeter stark sein. Die Bewaffnung sollte aus einer 20-mm-Kanone und einem 7,5-mm-MG bestehen.
Panhard baute 1933 einen Prototyp. Das Fahrzeug war im Oktober fertig und wurde der Commission de Vincennes im Januar 1934 unter dem Namen Panhard 178 präsentiert.
Der Typ zeigte sich den Typen der Mitbewerber Renault, Berliet und Latil überlegen. 
Es hatte einen 13,2-mm-MG Turm von Vincennes, da der vorgesehene Turm noch nicht fertig war. Nach den Tests, die zwischen dem 9. Januar und dem 2. Februar 1934 stattfanden, wurde das Fahrzeug am 15. Februar von der Kommission akzeptiert. Das Fahrzeug übertraf sowohl die geforderten Abmessungen als auch das geforderte Gewicht von vier Tonnen. Obwohl noch einige Änderungen notwendig waren, wurde es als der beste unter den konkurrierenden Entwürfen betrachtet.
Im Herbst wurde der verbesserte Prototyp bei der Kavallerie getestet und Ende 1934 unter der Bezeichnung AMD Panhard Modèle 1935 abgenommen. Bereits am 25. April 1934 waren 15 Stück bestellt worden, am 20. Mai kamen weitere 15 hinzu. Der Stückpreis belief sich auf 275.000 Francs pro Stück, damit war er teurer als ein leichter Infanteriepanzer dieser Zeit. Die Baureihe wurde jetzt mit dem APX3-Turm ausgerüstet. Die ersten 19 Stück wurden im April 1937 ausgeliefert. Nach Beschwerden wegen mangelnder Zuverlässigkeit wurde zwischen dem 29. Juni und dem 2. Dezember 1937 ein neues Testprogramm durchgeführt, das zu vielen Änderungen führte. Bis zum 1. September 1939 wurden 219 Fahrzeuge ausgeliefert, bis zum Waffenstillstand im Juni 1940 waren 527 fertiggestellt worden. Die Planungen am 10. Oktober 1939 hatten eine monatliche Produktion von 60 Panhard 178 bis Kriegsende vorgesehen.

### Einsätze
Zu Beginn des Zweiten Weltkriegs waren 218 Fahrzeuge in elf Einheiten einsatzbereit.
Im Frühling 1940 wurde die 21e Escadron d’AMD 35 nach Narvik entsandt, um Norwegen während des Unternehmens Weserübung zu unterstützen.
Während des Westfeldzugs wurden die Panhard 178 als Aufklärungseinheiten den mechanisierten und motorisierten Kräften zugewiesen. Die drei gepanzerten Abteilungen der Kavallerie, die Divisions Légères Mécaniques, hatten eine nominelle Stärke von 40 Panzerwagen sowie jeweils vier zusätzlichen Funk- und Reservefahrzeugen. Die leichten (motorisierten) Abteilungen der Kavallerie, die Divisions Légères de Cavalerie, hatten zwölf Panhards sowie ein Funkfahrzeug und zwei Reservefahrzeuge in ihrem Régiment de Automitrailleuses (RAM).
Nicht nur die Kavallerie, sondern auch die Infanterie setzte den Panhard ein; in den Groupes de Reconnaissance de Division d’Infanterie (GRDI), den Aufklärungseinheiten der Divisions d’Infanterie Mécaniques, die trotz ihres Namens weitgehend motorisierte Infanterieeinheiten waren. Sie waren ähnlich organisiert wie die Einheiten der Divisions Légères Mécaniques.
Während des Westfeldzugs sollten sie die Verbindung zur niederländischen Armee aufrechterhalten. Nach dem Fall von Fort Eben-Emael wurden Panhards dazu verwendet, die deutschen Panzer aufzuhalten. Generell bewährten sie sich gegen die leicht gepanzerten deutschen Panzerfahrzeuge, deren 20-mm-Hauptbewaffnung gegen die Frontpanzerung der Panhards nicht effektiv war.
Unter den Bedingungen des Waffenstillstands durfte das Vichy-Regime 64 Panhards für Polizeiaufgaben behalten. Bei diesen wurden die Kanonen zugunsten eines zusätzlichen MGs entfernt. Nach dem April 1941 wurden heimlich 45 neue Türme für die 47-mm-Kanone SA-35 hergestellt. Einige wurden auf die Fahrgestelle montiert. Diese Fahrzeuge wurden 1942 versteckt, als Frankreich vollständig besetzt wurde. Einige davon wurden im Sommer 1944 von der Resistance verwendet.
Da es sich bei dem Panhard um einen brauchbaren Spähwagen handelte wurden 190 Stück 1941 von den Deutschen zu Beginn des Unternehmens Barbarossa als Panzerspähwagen P 204 (f) eingesetzt. Die 7. und 20. Panzer-Division erhielten Vollausstattung mit diesen Fahrzeugen, wobei sie die Panzerspähwagen Sd.Kfz. 221 in den leichten Zügen der Panzerspähkompanien ersetzten. Innerhalb des Jahres 1941 gingen 107 Panhard verloren, am 31. Mai 1943 waren noch 30 Stück an der Ostfront im Einsatz.
Nach der Befreiung Frankreichs setzte die 1e Groupement Mobile de Reconnaissance neben einer Vielzahl anderer Typen auch einige Panhard 178 ein.
Der Panhard 178B wurde in Frankreich und in den Kolonien wie etwa in Syrien, Tahiti und Indochina eingesetzt. Der letzte Einsatz war im Jahr 1960 in Dschibuti durch die 15e Escadron Blindé d’Infanterie de Marine. Syrien setzte ihn noch im Februar 1964 während der Aufstände in Damaskus ein.

## Technik

### Panzerung
Für den Einsatz als Aufklärungsfahrzeug für lange Strecken war der Panhard 178 so leicht wie möglich gebaut worden. Das Fahrzeug war deshalb relativ klein, nur 479 cm lang, 201 cm breit und 231 cm hoch. Auch der Motorraum, in dem ein ISK4-V4-Motor mit 110 PS eingebaut wurde, war sehr niedrig, was dem Fahrzeug seine charakteristische Silhouette mit dem herausragenden Kampfraum gab. Die Verwendung eines großen Turms mit 26-mm-Frontalpanzerung und 13-mm-Seitenpanzerung sowie eine Wanne mit 7–20 mm starken genieteten und verschraubten Panzerplatten stellte einen Kompromiss zur Gewichtseinsparung dar. Trotzdem wog das Fahrzeug 8,2 Tonnen.

### Mobilität
Die Mobilität war für ein französisches AFV dieser Zeit relativ gut. Eine maximale Geschwindigkeit von 72,6 km/h, eine Reichweite von ungefähr 300 Kilometern, die durch einen Tank mit einem Fassungsvermögen von 145 Litern ermöglicht wurde. Die Wattiefe und die Überschreitfähigkeit betrugen jeweils 60 Zentimeter. Die Kletterfähigkeit betrug 30 Zentimeter, zu diesem Zweck waren unter dem Fahrzeugboden zwei kleine Hilfsräder angebracht. Die Steuerung konnte sofort auf den Beifahrer übergeben werden, der in Richtung des Motors saß, um mit dem Fahrzeug im Notfall in Rückwärtsfahrt mit bis zu 42 km/h zu entkommen.

### Funktechnik
Der Beifahrer diente den Fahrzeugen der Zug- und Kompanieführer auch als Funker. Dazu war das Fahrzeug mit den Funkanlagen ER29 für Kommunikation über kurze Entfernungen oder mit der ER26 für Kommunikation über mittlere Entfernungen ausgerüstet. Um über große Entfernungen zu kommunizieren, war jedes zwölfte Fahrzeug als spezielles Funkfahrzeug statt mit Bewaffnung mit einer ER27-Funkanlage ausgerüstet, die eine Reichweite von 100 Kilometern hatte. Zusätzlich waren noch zwei Funkgeräte ER26 mit einer Reichweite von 60 Kilometern vorhanden. Von den Funkfahrzeugen waren 150 bestellt, es wurden aber nur 24 gebaut.

### Turm und Bewaffnung
Der APX3-Turm war relativ groß und bot zwei Personen Platz. Das war zu dieser Zeit für ein französisches AFV ungewöhnlich. Im elektrisch angetriebenen APX3 saß der Kommandant auf der rechten, der Richtschütze auf der linken Seite. Es gab ausreichende Sichtgeräte, unter anderem ein Winkelspiegel MK.IV pro Mann.
Für die Bewaffnung war eine neu entwickelte 20-mm-Kanone vorgesehen. Als diese nicht realisiert wurde, wurde die Verwendung einer 37-mm-Modèle-16-Kanone (einer Standardkanone für Panzer) in Erwägung gezogen. Diese kam aber wegen ihrer unzureichenden panzerbrechenden Eigenschaft nicht zum Einsatz. Stattdessen wurde die 25-mm-SA 35 ausgewählt, eine verkürzte Variante der Canon de 25mm semi-automatique modèle 1934. Um die geringere Rohrlänge zu kompensieren, wurde eine stärkere Treibladung verwendet, die eine Mündungsgeschwindigkeit von 950 m/s ermöglichte. Die Kanone hatte mit einem Wolframgeschoss eine Durchschlagsleistung von etwa 50 Millimetern, das leichte Geschoss konnte allerdings von schräg gestellten Panzerungen leicht abgelenkt werden. Da deutsche Panzer viele senkrechte Panzerungen hatten, waren sie bis auf 800 Meter Entfernung verwundbar. Allerdings wurden die gegnerischen Fahrzeuge oft erst nach mehreren Treffern zerstört, da das leichte Geschoss nach dem Durchschlagen der Panzerung das Fahrzeug nicht in Brand setzen konnte. Es wurden 150 Granaten mitgeführt. Die Sekundärbewaffnung war ein optionales koaxiales Reibel-MG mit 3750 Patronen, von denen 1500 panzerbrechend waren. Ein MG, das auf dem Turm zur Flugabwehr diente, wurde als Reserve mitgeführt.

## Varianten

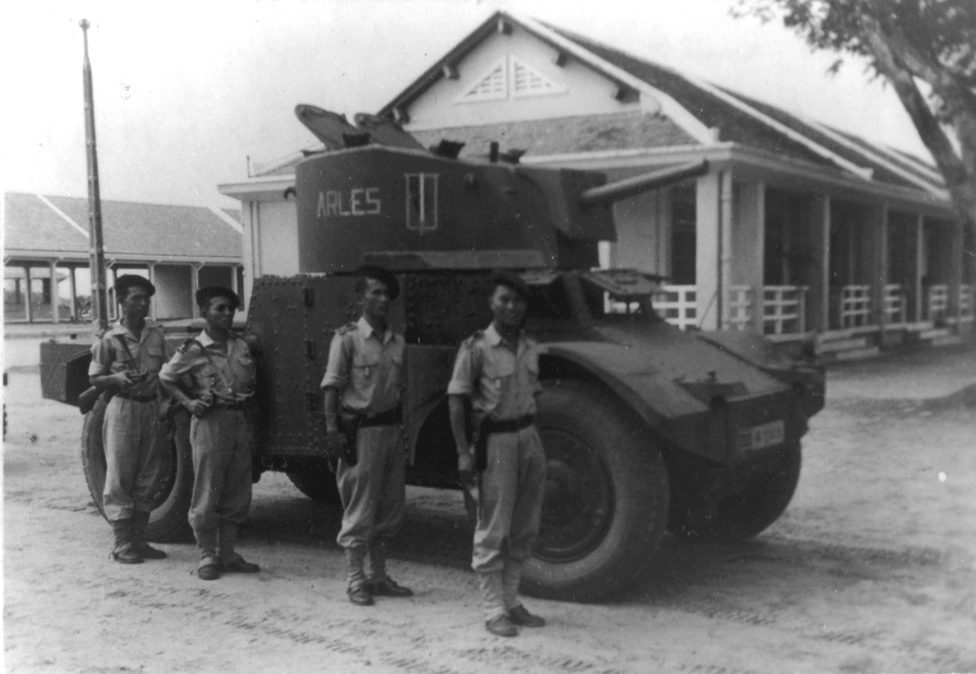
Panhard 178 in Vietnam (1952)

### Panhard 178

#### AMD 35 Poste Commande
Die Ausführung als Befehlsfahrzeug erhielt eine erweiterte Funkausrüstung und zwei große Stabantennen. Es wurden vor Kriegsbeginn nur 24 dieser Fahrzeuge gebaut. Weitere 150 waren bestellt, wurden aber vor dem Waffenstillstand nicht mehr ausgeliefert.

#### AMD 35 type Afrique française du Nord
Ab 14. Oktober 1936 wurde der Prototyp des Panhard 178 in Marokko getestet, was am 15. Januar in der Abnahme der Version für Wüsteneinsätze resultierte, nachdem verschiedene Änderungen, darunter die Montage eines leichteren Turms, durchgeführt wurden.

#### AMD 35 „type coloniale“
Später wurden vier Fahrzeuge für Indochina, mit den APX5-Turm des AMR 35 ZT2 ausgerüstet. Weitere 32 wurden für Nordafrika bestellt, kamen aber anscheinend nie zur Auslieferung.

#### Voiture séciale 207 (Prototyp)
Der Panhard 178 wurde im Herbst 1939 auch zur Panzerabwehr mit einer nach hinten weisenden 47-mm-SA-37-Kanone als Voiture spéciale 207 projektiert. Es handelte sich hierbei um ein Projekt der französischen Armee zur Verbesserung der Panzerabwehr. Wegen der mangelnden Verfügbarkeit des APX3-Turms wurden von Renault zwei alternative Türme, ein offener für die 25-mm-Kanone und ein neu konstruierter achteckiger Turm für die 47-mm-SA-35-Kanone projektiert.

#### P 204 (f)
Die Wehrmacht erbeutete zahlreiche intakte Panhard 178 und brachte diese nach einer Umrüstung entsprechend der deutschen Bedürfnisse anstelle Spähwagen deutscher Produktion zum Einsatz.

#### P 204 (f) Schienenpanzer

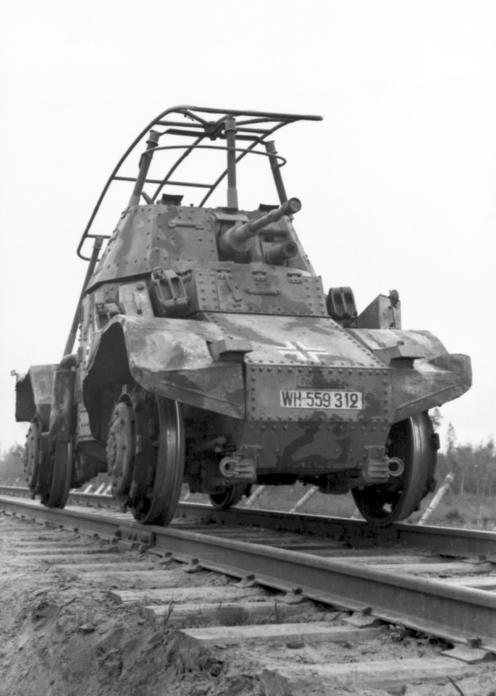
Zum Schienen-Spähpanzer umgebauter Panhard P178 der Wehrmacht, Ostfront 1942

Im Laufe des Jahres 1942 wurden 40 der 190 erbeuteten Panhard 178 von der Gothaer Waggonfabrik und der Bergischen Stahlindustrie in Remscheid mit zusätzlichen Rädern ausgestattet, mit denen vom Straßen- auf den Gleisbetrieb gewechselt werden konnte. Die Umrüstung der Räder dauerte im Normalfall 15 Minuten. Die Mitnahme der Räder für den Straßenbetrieb vom Panzerspähwagen selbst war aufgrund von Platzmangel nicht möglich, weshalb sie oftmals vom Panzerzug mitgeführt wurden oder am Ausgangsbahnhof verblieben. Auf den Gleisen konnte der Panzerspähwagen eine Geschwindigkeit von 50 km/h erreichen. Für eine verbesserte Kommunikation mit dem Panzerzug und anderen Kräften im Raum erhielt der Wagen eine große Rahmenantenne, die vom Turm bis zum Motorblock reichte. Ab 1942 war der Panzerspähwagen für alle Panzerzüge vorgesehen. Zu Beginn verfügte jeder Panzerzug über zwei, später nur noch über ein Fahrzeug.

#### P 204 (f) mit 5cm KwK
1944 wurden 34 Panhards, die von den Deutschen bei der Besetzung Vichy-Frankreichs 1942 erbeutet worden waren, mit 50-mm-L/42- oder L/60-Kanonen in einem offenen Turm ausgerüstet und für Besatzungsaufgaben verwandt.

## Panhard 178B
Spät im Jahr 1944 wurde ein neuer Turm von Fives Lille entworfen, der FL1. Er war zylindrisch und mit einer 47-mm-Kanone SA-35 sowie einem MG ausgestattet. Der Entwurf mit neuem Turm, einem neuen Vierzylinder-Motor und dem EM3/R61-Funkgerät wurde Panhard 178B genannt und in Firminy produziert. Eine erste Bestellung von 150 Stück wurde am 5. Januar 1945 in Auftrag gegeben. Insgesamt wurden 414 Fahrzeuge gebaut.